# TV PinGuim
TV PinGuim es un estudio de animación brasileño fundado en 1989 por Kiko Mistrorigo y Célia Catunda.
La empresa es conocida por la creación y el desarrollo de dibujos animados educativos para niños, realizando animación en 2D, 3D y stop motion. Comenzó su trayectoria desarrollando cortometrajes para canales educativos como TV Cultura, TV Escola y Canal Futura.

## Creaciones destacadas
- Charlie, el Entrevistador de las Cosas
- El mundo de Luna
- Peztronauta
- Géminis 8
- Ping y sus amigos
- Tarsilinha
- Pororo, el pequeño pingüino
- Tayo the Little Bus